# Campeonato Brasileiro Série C 2023
Il Campeonato Brasileiro Série C 2023 è stato la 33ª edizione della  terza serie del campionato brasiliano di calcio. Il campionato è iniziato il 2 maggio e si è concluso il 22 ottobre 2023.

## Stagione

### Novità
- Retrocesse dalla Serie B:
  - CSA
  - Brusque
  - Operario Ferroviario
  - Nautico
- Promosse dalla Serie D:
  - America de Natal
  - Pouso Alegre
  - Amazonas
  - Sao Bernardo

### Formula
Nella prima fase le 20 squadre giocano un unico girone all'italiana con gare di andata e ritorno, per un totale di 38 giornate. Le prime 8 classificate si qualificano per il secondo turno, mentre le ultime 4 classificate vengono retrocesse in Serie D. 
Nel secondo turno le 8 squadre sono divise in due gironi, ciascuno da 4 squadre, con gare di andata e ritorno. Le prime due di ogni girone vengono promosse in Serie B.

## Squadre partecipanti
| Squadra       | Città                 | Stato               | Allenatore                                                         | Stagione precedente |
| ------------- | --------------------- | ------------------- | ------------------------------------------------------------------ | ------------------- |
| Altos         | Altos                 | Piauí               | - Jerson Testoni - Sérgio Soares - Luan Carlos - Cristiano Bassoli | 16° in Serie C      |
| Amazonas      | Manaus                | Amazonas            | - Rafael Lacerda - Luizinho Vieira                                 | 3° in Serie D       |
| América-RN    | Natal                 | Rio Grande do Norte | - Thiago Carvalho - Dado Cavalcanti                                | 1° in Serie D       |
| Aparecidense  | Aparecida de Goiânia  | Goiás               | - Moacir Júnior - Hemerson Maria                                   | 8° in Serie C       |
| Botafogo-PB   | João Pessoa           | Paraíba             | Felipe Surian                                                      | 9° in Serie C       |
| Brusque       | Brusque               | Santa Catarina      | Luizinho Lopes                                                     | 18° in Serie B      |
| Confiança     | Aracaju               | Sergipe             | - Vinícius Eutrópio - Luizinho Vieira                              | 14° in Serie C      |
| CSA           | Maceió                | Alagoas             | - Vinícius Bergantin - Marcelo Cabo                                | 17° in Serie B      |
| Figueirense   | Florianópolis         | Santa Catarina      | - Roberto Fonseca - Paulo Baier                                    | 3° in Serie C       |
| Floresta      | Fortaleza             | Ceará               | - Gerson Gusmão - Sérgio Soares - Matheus Costa                    | 15° in Serie C      |
| Manaus        | Manaus                | Amazonas            | - Higo Magalhães - Moacir Júnior - Roger Silva                     | 13° in Serie C      |
| Náutico       | Recife                | Pernambuco          | - Dado Cavalcanti - Fernando Marchiori - Bruno Pivetti             | 20° in Serie B      |
| Operário-PR   | Ponta Grossa          | Paraná              | Rafael Guanaes                                                     | 19° in Serie B      |
| Paysandu      | Belém                 | Pará                | - Marquinhos Santos - Hélio dos Anjos                              | 2° in Serie C       |
| Pouso Alegre  | Pouso Alegre          | Minas Gerais        | - Roger Silva - Rogério Henrique - Juarez Leite                    | 2° in Serie D       |
| Remo          | Belém                 | Pará                | - Marcelo Cabo - Ricardo Catalá                                    | 12° in Serie C      |
| São Bernardo  | São Bernardo do Campo | San Paolo           | Márcio Zanardi                                                     | 4° in Serie D       |
| São José-RS   | Porto Alegre          | Rio Grande do Sul   | Thiago Gomes                                                       | 11° in Serie C      |
| Volta Redonda | Volta Redonda         | Rio de Janeiro      | Rogério Corrêa                                                     | 4° in Serie C       |
| Ypiranga-RS   | Erechim               | Rio Grande do Sul   | - Luizinho Vieira - Jerson Testoni                                 | 10° in Serie C      |

## Prima fase
|  | Pos. | Squadra       | Pt | G  | V  | N | P  | GF | GS | DR  |
|  | ---- | ------------- | -- | -- | -- | - | -- | -- | -- | --- |
|  | 1    | Operário-PR   | 36 | 19 | 10 | 6 | 3  | 19 | 10 | +9  |
|  | 2    | Volta Redonda | 33 | 19 | 10 | 3 | 6  | 33 | 19 | +14 |
|  | 3    | Amazonas      | 32 | 19 | 9  | 5 | 5  | 23 | 20 | +3  |
|  | 4    | Brusque       | 31 | 19 | 9  | 4 | 6  | 25 | 14 | +11 |
|  | 5    | São José-RS   | 31 | 19 | 8  | 7 | 4  | 30 | 21 | +9  |
|  | 6    | Botafogo-PB   | 30 | 19 | 7  | 9 | 3  | 25 | 20 | +5  |
|  | 7    | Paysandu      | 29 | 19 | 8  | 5 | 6  | 21 | 26 | −5  |
|  | 8    | São Bernardo  | 29 | 19 | 7  | 8 | 4  | 20 | 17 | +3  |
|  | 9    | Confiança     | 28 | 19 | 8  | 4 | 7  | 23 | 26 | −3  |
|  | 10   | Náutico       | 27 | 19 | 6  | 9 | 4  | 25 | 24 | +1  |
|  | 11   | Remo          | 25 | 19 | 6  | 7 | 6  | 20 | 18 | +2  |
|  | 12   | CSA           | 24 | 19 | 5  | 9 | 5  | 15 | 13 | +2  |
|  | 13   | Ypiranga-RS   | 23 | 19 | 6  | 5 | 8  | 26 | 23 | +3  |
|  | 14   | Floresta      | 23 | 19 | 5  | 8 | 6  | 14 | 17 | −3  |
|  | 15   | Aparecidense  | 22 | 19 | 6  | 4 | 9  | 17 | 20 | −3  |
|  | 16   | Figueirense   | 22 | 19 | 5  | 7 | 7  | 19 | 18 | +1  |
|  | 17   | Manaus        | 20 | 19 | 5  | 5 | 9  | 13 | 24 | −11 |
|  | 18   | América-RN    | 19 | 19 | 4  | 7 | 8  | 12 | 21 | −9  |
|  | 19   | Altos         | 13 | 19 | 2  | 7 | 10 | 14 | 28 | −14 |
|  | 20   | Pouso Alegre  | 12 | 19 | 3  | 3 | 13 | 11 | 26 | −15 |

Legenda:
     Ammesse alla Seconda fase
     Retrocesse in Série D 2024
Note:
Tre punti a vittoria, uno a pareggio, zero a sconfitta.
|               | ALT  | AMA  | AMN  | APA  | BPB  | BRU  | CON  | CSA  | FIG  | FLO  | MAN  | NAU  | OPF  | PAY  | POU  | REM  | SBE  | SJO  | VRE  | YPI  |
| ------------- | ---- | ---- | ---- | ---- | ---- | ---- | ---- | ---- | ---- | ---- | ---- | ---- | ---- | ---- | ---- | ---- | ---- | ---- | ---- | ---- |
| Altos         | –––– | 2–3  | 1–1  | –––– | 0–1  | –––– | –––– | 1–1  | 0–0  | –––– | –––– | –––– | 0–1  | 1–1  | 0–0  | –––– | –––– | –––– | –––– | 3–2  |
| Amazonas      | –––– | –––– | 2–0  | 0–0  | 0–0  | –––– | –––– | 1–0  | –––– | –––– | 2–0  | –––– | 2–2  | 1–2  | 2–1  | –––– | –––– | –––– | –––– | 0–0  |
| América-RN    | –––– | –––– | –––– | 0–0  | 2–2  | 2–1  | 0–1  | –––– | –––– | –––– | 1–2  | –––– | 1–0  | 1–1  | 2–0  | –––– | –––– | –––– | –––– | 1–2  |
| Aparecidense  | 1–2  | –––– | –––– | –––– | –––– | 0–2  | 1–0  | –––– | –––– | 0–0  | 1–0  | 3–0  | –––– | –––– | –––– | 0–2  | 1–2  | 2–1  | 2–3  | –––– |
| Botafogo-PB   | –––– | –––– | –––– | 2–1  | –––– | 1–2  | 2–3  | –––– | –––– | 1–1  | 2–0  | 1–1  | 2–1  | 3–2  | 1–1  | –––– | –––– | 1–1  | –––– | –––– |
| Brusque       | 3–0  | 1–0  | –––– | –––– | –––– | –––– | 4–0  | –––– | 0–1  | 2–0  | –––– | 2–2  | –––– | –––– | –––– | 1–1  | 0–0  | 0–1  | 3–2  | –––– |
| Confiança     | 2–1  | 2–3  | –––– | –––– | –––– | –––– | –––– | –––– | 1–0  | 3–1  | –––– | 2–2  | 1–0  | 1–0  | –––– | –––– | –––– | –––– | 0–1  | 1–1  |
| CSA           | –––– | –––– | 0–1  | 1–1  | 1–1  | 0–0  | 0–1  | –––– | –––– | –––– | 2–1  | –––– | –––– | –––– | 2–1  | 0–0  | 1–0  | 2–0  | –––– | –––– |
| Figueirense   | –––– | 0–1  | 3–0  | 2–1  | 1–2  | –––– | –––– | 1–1  | –––– | –––– | 0–0  | –––– | 0–0  | 2–0  | 1–2  | –––– | –––– | –––– | –––– | 2–0  |
| Floresta      | 0–0  | 1–1  | 1–0  | –––– | –––– | –––– | –––– | 0–2  | 1–1  | –––– | –––– | –––– | –––– | –––– | –––– | 0–0  | 2–0  | –––– | 2–1  | 2–0  |
| Manaus        | 1–0  | –––– | –––– | –––– | –––– | 0–2  | 3–3  | –––– | –––– | 0–0  | –––– | 2–1  | –––– | –––– | –––– | 1–1  | 0–0  | 1–4  | 1–0  | –––– |
| Náutico       | 1–0  | 0–1  | 0–0  | –––– | –––– | –––– | –––– | 0–0  | 2–1  | 3–1  | –––– | –––– | –––– | –––– | –––– | 0–0  | 2–2  | 2–1  | 2–0  | –––– |
| Operário-PR   | –––– | –––– | –––– | 1–0  | –––– | 1–0  | –––– | 1–0  | –––– | 1–0  | 2–0  | 1–1  | –––– | 0–0  | 1–0  | –––– | 1–0  | 1–1  | –––– | –––– |
| Paysandu      | –––– | –––– | –––– | 2–1  | –––– | 0–2  | –––– | 1–0  | –––– | 2–1  | 1–0  | 4–2  | –––– | –––– | 2–1  | 1–0  | 1–1  | 1–1  | –––– | –––– |
| Pouso Alegre  | –––– | –––– | –––– | 0–1  | –––– | 1–0  | 1–1  | –––– | –––– | 0–1  | 0–1  | 0–1  | –––– | –––– | –––– | 0–2  | 0–2  | 1–2  | –––– | –––– |
| Remo          | 3–1  | 1–2  | 0–0  | –––– | 1–2  | –––– | 1–0  | –––– | 1–1  | –––– | –––– | –––– | 1–2  | –––– | –––– | –––– | –––– | –––– | 2–1  | 2–1  |
| São Bernardo  | 1–1  | 2–1  | 0–0  | –––– | 0–0  | –––– | 3–1  | –––– | 1–0  | –––– | –––– | –––– | –––– | –––– | –––– | 3–1  | –––– | –––– | 0–3  | 1–0  |
| São José-RS   | 4–1  | 1–0  | 2–0  | –––– | –––– | –––– | 2–0  | –––– | 3–3  | 0–0  | –––– | –––– | –––– | –––– | –––– | 2–1  | 2–2  | –––– | 2–2  | –––– |
| Volta Redonda | 2–0  | 5–1  | 3–0  | –––– | 1–0  | –––– | –––– | 1–1  | 2–0  | –––– | –––– | –––– | 1–1  | 3–0  | 0–1  | –––– | –––– | –––– | –––– | 2–1  |
| Ypiranga-RS   | –––– | –––– | –––– | 0–1  | 1–1  | 2–0  | –––– | 1–1  | –––– | –––– | 2–0  | 3–3  | 0–2  | 5–0  | 4–1  | –––– | –––– | 1–0  | –––– | –––– |

## Seconda fase

### Gruppo B
|  | Pos. | Squadra      | Pt | G | V | N | P | GF | GS | DR |
|  | ---- | ------------ | -- | - | - | - | - | -- | -- | -- |
|  | 1    | Brusque      | 13 | 6 | 4 | 1 | 1 | 9  | 7  | +2 |
|  | 2    | Operário-PR  | 7  | 6 | 2 | 1 | 3 | 9  | 9  | +0 |
|  | 3    | São Bernardo | 7  | 6 | 2 | 1 | 3 | 6  | 6  | +0 |
|  | 4    | São José-RS  | 6  | 6 | 1 | 3 | 2 | 5  | 7  | -2 |

|              | BRU  | OPF  | SBE  | SJO  |
| ------------ | ---- | ---- | ---- | ---- |
| Brusque      | –––– | 4-3  | 1-0  | 0-0  |
| Operário-PR  | 1-2  | –––– | 1-0  | 2-0  |
| São Bernardo | 2-0  | 2-1  | –––– | 1-1  |
| São José-RS  | 1-2  | 1-1  | 2-1  | –––– |

### Gruppo C
|  | Pos. | Squadra       | Pt | G | V | N | P | GF | GS | DR |
|  | ---- | ------------- | -- | - | - | - | - | -- | -- | -- |
|  | 1    | Amazonas      | 12 | 6 | 4 | 0 | 2 | 9  | 4  | +5 |
|  | 2    | Paysandu      | 10 | 6 | 3 | 1 | 2 | 7  | 6  | +1 |
|  | 3    | Volta Redonda | 10 | 6 | 3 | 1 | 2 | 6  | 7  | -1 |
|  | 4    | Botafogo-PB   | 3  | 6 | 1 | 0 | 5 | 6  | 11 | -5 |

|               | AMA  | BPB  | PAY  | VRE  |
| ------------- | ---- | ---- | ---- | ---- |
| Amazonas      | –––– | 2-0  | 0-1  | 2-0  |
| Botafogo-PB   | 2-1  | –––– | 2-3  | 0-2  |
| Paysandu      | 1-2  | 1-0  | –––– | 1-1  |
| Volta Redonda | 0-2  | 2-1  | 1-0  | –––– |

## Finale
| Squadra 1 | Totale | Squadra 2 | Andata | Ritorno |
| --------- | ------ | --------- | ------ | ------- |
| Amazonas  | 2 - 1  | Brusque   | 0 - 0  | 2 - 1   |